# Amblyopsidae
Amblyopsidae – rodzina małych, słodkowodnych ryb okonkokształtnych (Percopsiformes) obejmująca 7 gatunków żyjących współcześnie, z czego większość to ryby jaskiniowe. W obrębie tej rodziny nie odnotowano taksonów wymarłych. Amblyopsidae uważane są za blisko spokrewnione z Aphredoderidae i Percopsidae.

## Występowanie
Słodkie wody centralnej i wschodniej części Stanów Zjednoczonych Ameryki Północnej. Głębokie i ciemne partie jezior, bagna, ciemne strumienie oraz wody podziemne.

## Charakterystyka
Ciało osłonięte łuską cykloidalną, osiąga kilka do kilkunastu centymetrów długości. Głowa duża, naga. Żuchwa wystaje przed szczęką. W pełni funkcjonalne oczy zachowały tylko 2 gatunki: oczy u Chologaster cornuta są duże, a u Forbesichthys agassizii – małe. Oczy pozostałych gatunków zanikły, są porośnięte skórą, a ciało utraciło pigmentację.
W pojedynczej płetwie grzbietowej występuje 0–2 kolców i 7–12 promieni miękkich. W płetwie odbytowej 0–2 kolców i 7–11 promieni miękkich. Płetwy brzuszne obecne jedynie u Amblyopsis spelaea, u pozostałych gatunków zanikły. Brodawki czuciowe ułożone w rzędach na głowie, korpusie ciała i ogonie. Otwór odbytowy przesunięty daleko ku przodowi, aż pod szczeliny skrzelowe. Pęcherz pławny występuje. Linia boczna niepełna lub nie występuje. Liczba kręgów: 27–35. Nie występuje płetwa tłuszczowa.
Przedstawiciele rodziny Amblyopsidae żywią się bezkręgowcami.

## Klasyfikacja
Rodzaje zaliczane do tej rodziny:
- Amblyopsis
- Chologaster
- Forbesichthys
- Speoplatyrhinus
- Troglichthys
- Typhlichthys

Rodzajem typowym jest Amblyopsis.